# Desfile de los Príncipes (Dresde)

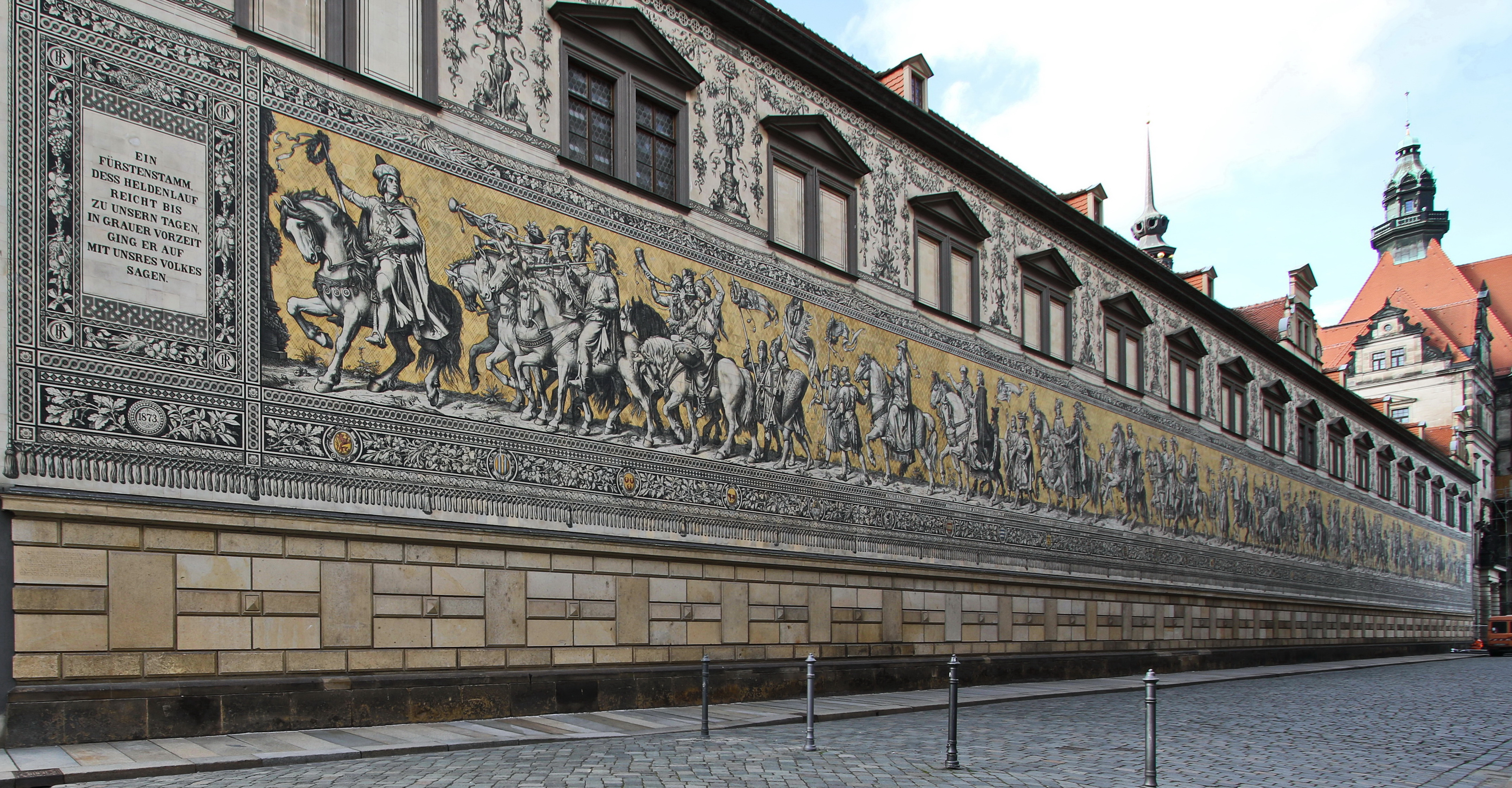
La Desfile de los príncipes en el muro exterior del Stallhof en la Augustusstrasse

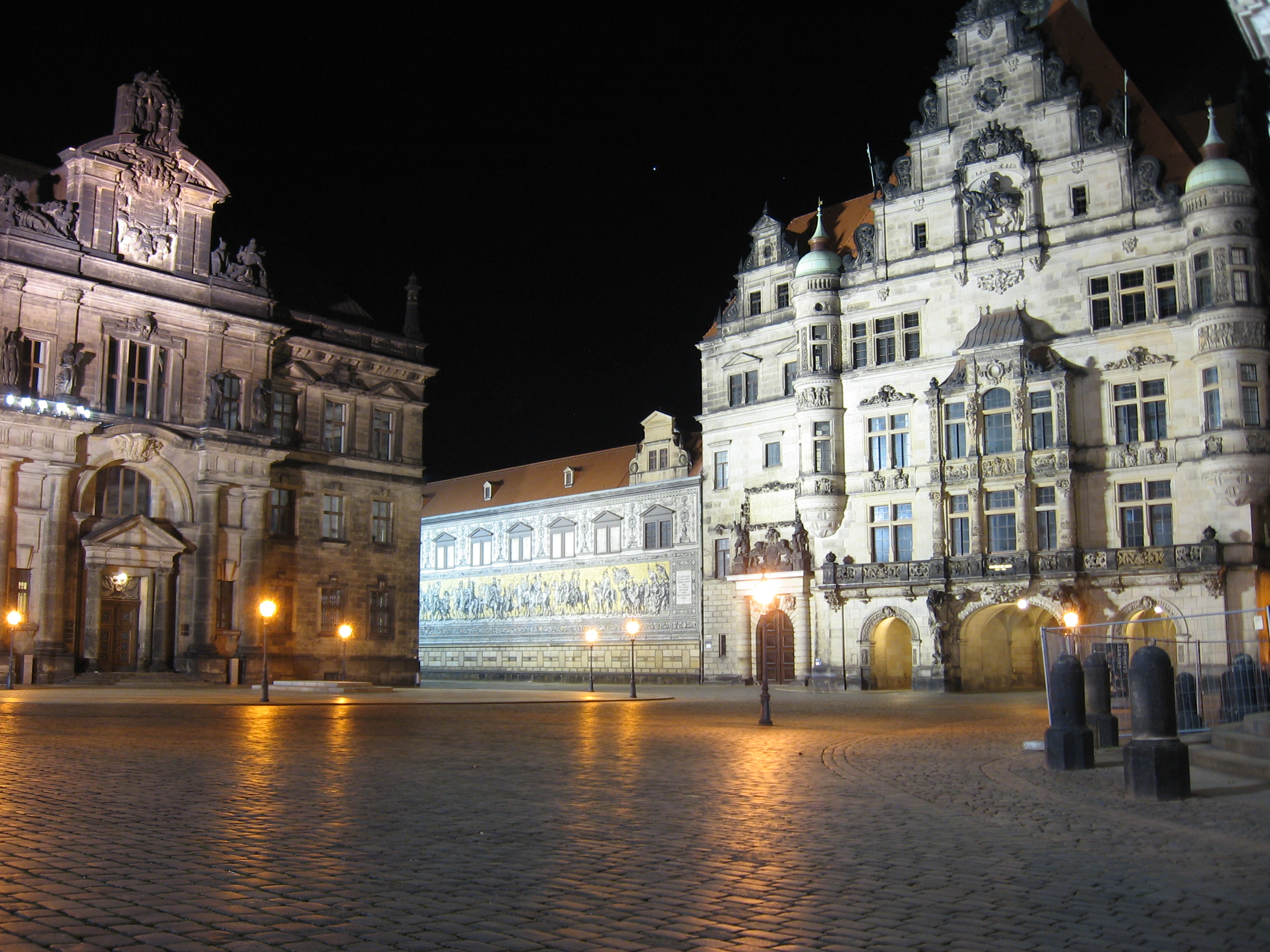
Vista nocturna de la Schlossplatz

El Desfile de los Príncipes (en alemán Fürstenzug) es el nombre de un mural ubicado en el centro histórico de la ciudad alemana de Dresde. Muestra un desfile de jinetes de un tamaño mayor que el natural y está formado por unos  24 000 azulejos de porcelana de Meissen, por lo que es el mosaico de porcelana más grande del mundo. Tiene 102 m de longitud, 8,5 m de altura y una superficie de 957 m². Representa a los soberanos de la casa de Wettin entre 1123 y 1906.
Se encuentra en la Augustusstraße, en la pared norte del establo de la corte real situado en el Residenzschloss. Está al este de la Plaza del Palacio (Schlossplatz) y al oeste de la Frauenkirche.
Actualmente, es una de las atracciones turísticas más visitadas de Dresde. Con motivo del 800 aniversario de la ciudad en 2006, se hizo una representación viviente de la escena.

## Historia
En 1589 la pared se decoró con una imagen hecha con un pigmento a base de cal muerta. La escena del desfile se dibujó entre 1872 y 1876, conmemorando el 800 aniversario de la dinastía Wettin. El creador, Wilhelm Walther, utilizó esgrafiado. Esta técnica no es resistente a la corrosión y se descompuso con rapidez. De 1904 a 1907 se cubrió la pared con azulejos de porcelana de Meißen. 
A finales de la Segunda Guerra Mundial, el mosaico sobrevivió de forma casi milagrosa al bombardeo de febrero de 1945. Solo hubo que reemplazar 200 azulejos. Entre 1979 y 1980 se limpió y restauró la imagen.